# Estannato de sodio
El estannato sódico, formalmente hexahidroxostanato (IV) de sodio, es un compuesto inorgánico de fórmula Na2[Sn(OH)6]. 
Esta sal incolora se obtiene al disolver estaño metálico u óxido de estaño (IV) en hidróxido de sodio y se utiliza como estabilizador del peróxido de hidrógeno.
En la bibliografía más antigua, los estannatos se representan a veces como si tuvieran el oxianión simple SnO32−, en cuyo caso este compuesto se denomina estannato de sodio-3-agua y se representa como Na2SnO3·3H2O, un hidrato con tres aguas de cristalización. 
La forma anhidra del estannato sódico, Na2SnO3, se reconoce como un compuesto distinto con su propio número de registro CAS (12058-66-1)  y una ficha de datos de seguridad de materiales distinta. 
Los compuestos de estannato de metales alcalinos se preparan disolviendo estaño elemental en un hidróxido metálico adecuado. En el caso del estanato sódico, la reacción es la siguiente:
Sn   +   2 NaOH   +   4 H2O   →   Na2[Sn(OH)6]   +   2 H2
Una reacción similar ocurre cuando el dióxido de estaño se disuelve en una base:
SnO2   +   2 NaOH   +   2 H2O   →   Na2[Sn(OH)6]
La forma anhidra también puede prepararse a partir de dióxido de estaño tostado carbonato de sodio en un entorno mixto de monóxido de carbono/ dióxido de carbono:
SnO2   +   Na2CO3   →   Na2SnO3   +   CO2
El anión es un complejo de coordinación de forma octaédrica, similar a la mayoría de los estannatos, como el hexacloroestannato [SnCl6]2−. La distancia media entre los enlaces Sn-O es de 2,071 Å. 